# Дубовка (приток Мсты)
Дубовка (Дубковка) — река в России, правый приток Мсты, протекает по Удомельскому району Тверской области. Площадь водосборного бассейна реки составляет 240 км².
Река вытекает из озера Тишидра (Тишедра, Тишадра).
На реке Дубовке был устроен бейшлот для поддержания уровня воды в Мсте, что имело значение для прохождения судов по Вышневолоцкой водной системе.
Есть два русла этой реки — старое (оно же описано в государственном водном реестре России) и новое (отображено на картах с середины XIX века, просматривается на спутниковом снимке).

## Старое русло
По данным государственного водного реестра России устье реки находится в 423 км по правому берегу реки Мста в 1 километре к юго-западу от деревни Залучье Мстинского сельского поселения. Длина реки составляет 1,5 км. Именно такое русло изображено на генеральном плане межевания 1765—1800 годов.
- Координаты истока: 57°52′07″ с. ш. 34°33′17″ в. д.HGЯO
- Координаты устья: 57°51′25″ с. ш. 34°33′02″ в. д.HGЯO

На современных картах большая часть этого русла представляет собой рукав Мсты, не соединённый непосредственно с озером Тишадра.

## Новое русло
На картах А. И. Менде 1850—1860 годов старое русло отображено, как пойма реки, новое русло гораздо короче, на карте масштаба 1:84000 (две версты на дюйм) примерно того же времени отображено два стока из озера Тишадра. На карте А. И. Стрельбицкого 1865—1871 годов уже только новое русло. Русло хорошо просматривается на спутниковом снимке.
- Координаты истока: 57°51′14″ с. ш. 34°32′40″ в. д.HGЯO
- Координаты устья: 57°51′25″ с. ш. 34°32′24″ в. д.HGЯO

| План генерального межевания | Карты А. И. Менде | Карта И. А. Стрельбицкого |
| --------------------------- | ----------------- | ------------------------- |
|                             |                   |                           |
|                             |                   |                           |
| 1765—1800 гг.               | 1850—1860 гг.     | 1865—1871 гг.             |

## Современное состояние
На современных картах река Дубовка не обозначается. Существует канава, соединяющая Пуйгу с Мстой в обход озера Тишидра.

## Данные водного реестра
По данным государственного водного реестра России относится к Балтийскому бассейновому округу, водохозяйственный участок реки — Мста без р. Шлина от истока до Вышневолоцкого, речной подбассейн реки — Волхов. Относится к речному бассейну реки Нева (включая бассейны рек Онежского и Ладожского озера).
Код объекта в государственном водном реестре — 01040200212102000020209.